# Comté de Dawson (Texas)
Pour les articles homonymes, voir Comté de Dawson.
Le comté de Dawson, en anglais : Dawson County, est un comté situé dans l'ouest de l'État du Texas aux États-Unis. Il est nommé en l'honneur de Nicholas Mosby Dawson, un soldat de la révolution texane. Le siège du comté est Lamesa. Selon le recensement de 2020, sa population est de 12 456 habitants. Le comté a une superficie de 2 336 km2, dont la presque totalité en surfaces terrestres.

## Démographie
Lors du recensement de 2010, le comté comptait une population de 13 833 habitants. Elle est estimée, en 2018, à 12 619 habitants.

Pyramide des âges du comté de Dawson (2000).